# Huatajata
Huatajata es una localidad y municipio de Bolivia, ubicado a orillas del Lago Titicaca en la Provincia de Omasuyos del departamento de La Paz. La localidad se encuentra a 80 km de la ciudad de El Alto. Después de la Reforma Agraria del 52, fue fundado el 22 de enero de 1958 por el Pastor Justino Quispe Chura y formalizado diez años más tarde como Cantón de la Provincia Omasuyos mediante Ley N.º 439 del 4 de diciembre de 1968.
Mediante la Ley N° 033 del 8 de agosto de 2010, se creó el municipio de Huatajata en la Provincia de Omasuyos, con su capital del mismo nombre.
Limita al oeste con el municipio de Chua Cocani, al sur con el lago Titicaca, y al este con el municipio de Huarina.

## Demografía
De acuerdo con el censo boliviano de 2024, la población del municipio de Huatajata es de 5 096 habitantes.
La población del municipio se duplicó entre 1992 y 2024:
| Año  | Habitantes (municipio) | Fuente |
| ---- | ---------------------- | ------ |
| 1992 | 2502                   | Censo  |
| 2001 | 2231                   | Censo  |
| 2012 | 3927                   | Censo  |
| 2024 | 5096                   | Censo  |

## Transporte
Huatajata se ubica a 82 kilómetros por carretera al noroeste de La Paz, sede de gobierno de Bolivia.
Desde La Paz, la ruta nacional asfaltada Ruta 2 arriba de El Alto en dirección noroeste 70 km hasta Huarina, y desde allí continúa a lo largo de la orilla del lago Titicaca pasando por Huatajata y Chua Cocani hasta llegar a Copacabana y Kasani.